# Idaea semilinea
Idaea semilinea là một loài bướm đêm trong họ Geometridae.